# Château de Mamure
Le château de Mamure (en turc Mamure kalesi) est un château médiéval situé dans le district d'Anamur de la province de Mersin, en Turquie.

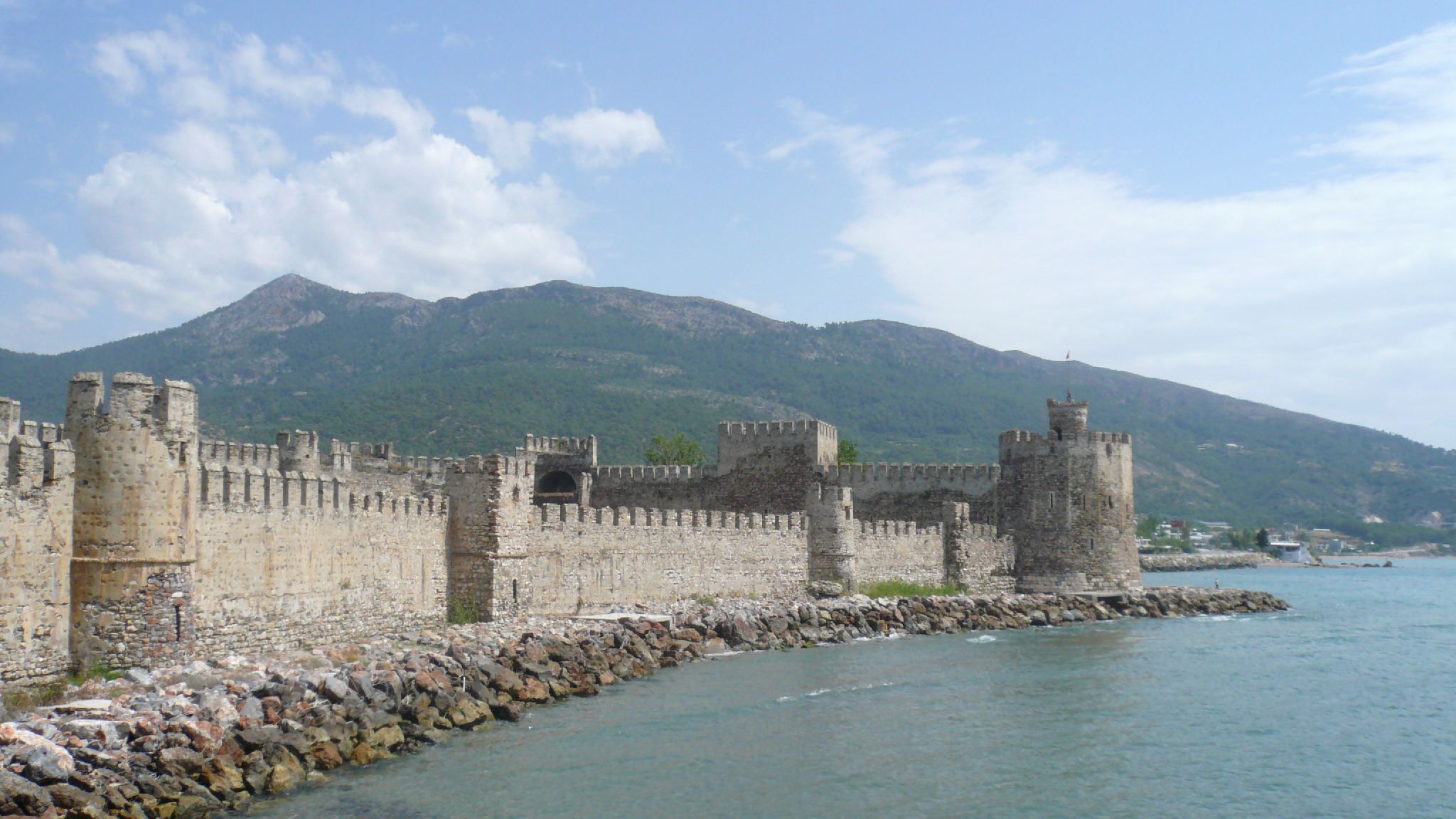
Château de Mamure

## Géographie
Le château se trouve sur la côte méditerranéenne, à environ 36° 04′ 51″ N, 32° 53′ 40″ E, sur l'autoroute D400, à 6 kilomètres à l'est d'Anamur et à 216 km à l'ouest de Mersin.

## Histoire
Le château a été construit par les souverains du royaume arménien de Cilicie, sur les fondations d'un château romain préexistant du IVe siècle. Conçu pour se protéger des pirates, il a été réparé au cours de la période byzantine, puis pendant les Croisades. Lorsque Kay Qubadh Ier des Seldjoukides s'en empare en 1221, il le modifie profondément pour en faire une grande forteresse. 
Il est ensuite contrôlé par les Karamanides, qui régnèrent sur l'État turc de l'Anatolie. Bien que la date exacte soit incertaine, d'après une inscription d'Ibrahim II de Karaman en 1450, le château est enlevé au cours du règne de Mahmut (entre 1300 et 1311). Le château est rebaptisé par lui Mamure (prospère), et subit encore des réparations de Mahmut. Puis le château est annexé en 1469 par l'empire ottoman, qui effectue de nouveaux aménagements aux XVe, XVIe et XVIIIe siècles. Une partie du château est utilisée comme caravansérail durant cette longue période.

## Architecture

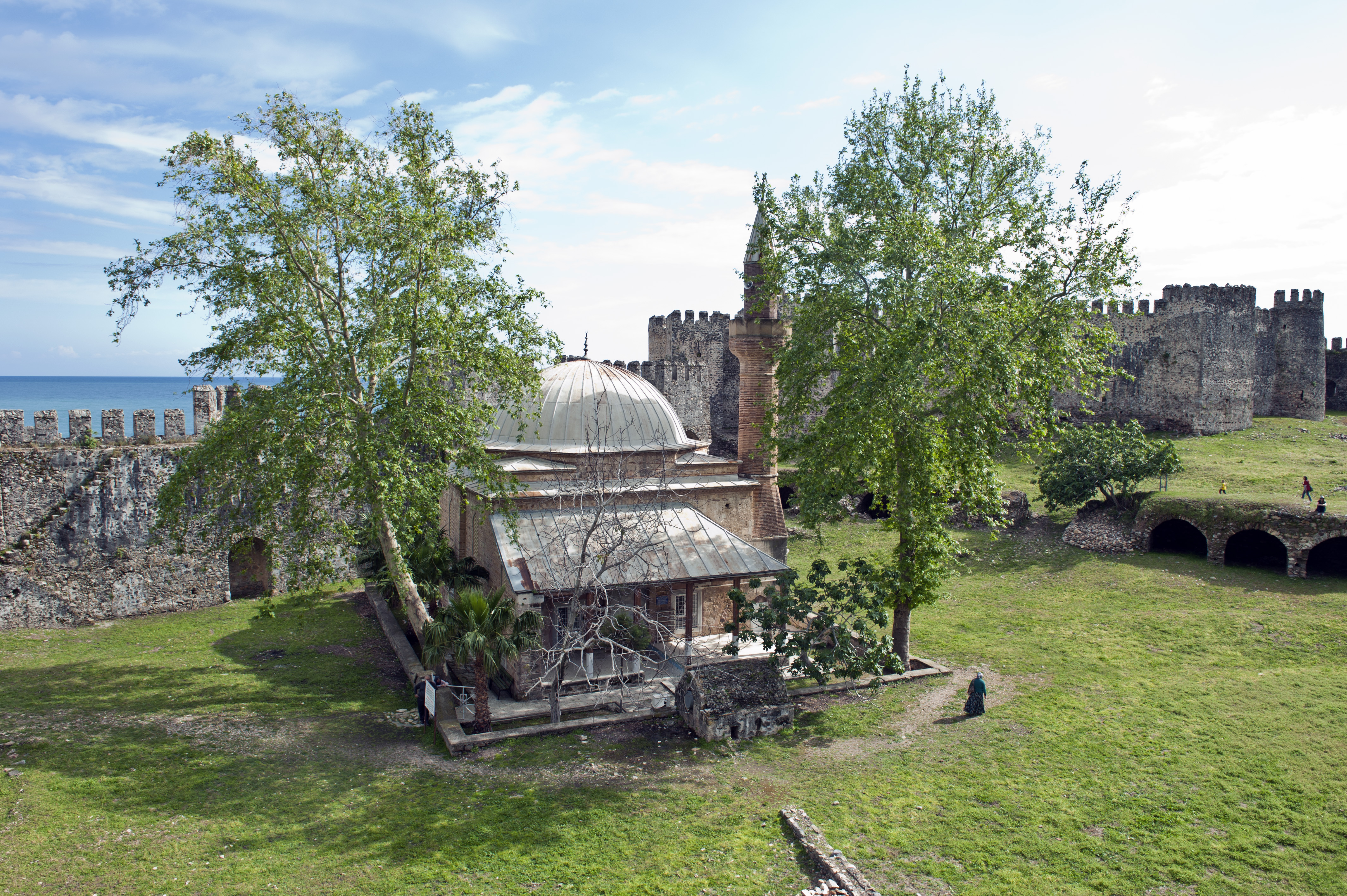
La petite mosquée dans l'enceinte du château de Mamure.

Le château de Mamure occupe actuellement un espace de 23 500 m² entouré de douves. Il possède 39 tours et bastions reliés entre eux par de larges remparts et dispose de trois vastes cours intérieures (ouest, est, sud).
La cour de l'ouest abrite une petite mosquée complexe à un seul minaret, ainsi que les ruines d'un bain turc.
On trouve également les restes d'un phare dans la cour sud.

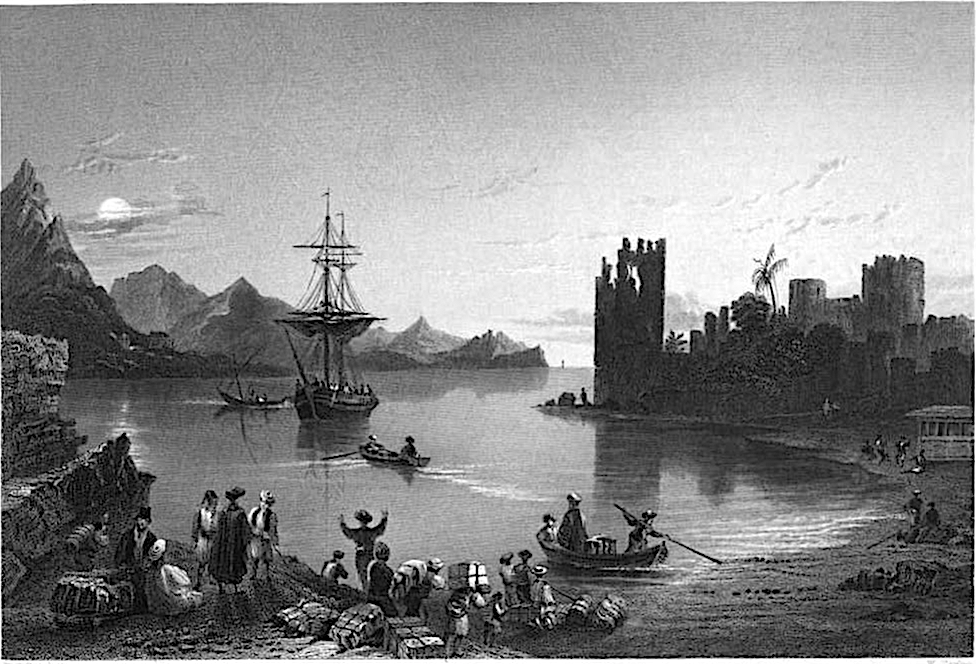
Kalendria, sur la côte de Cilicie.
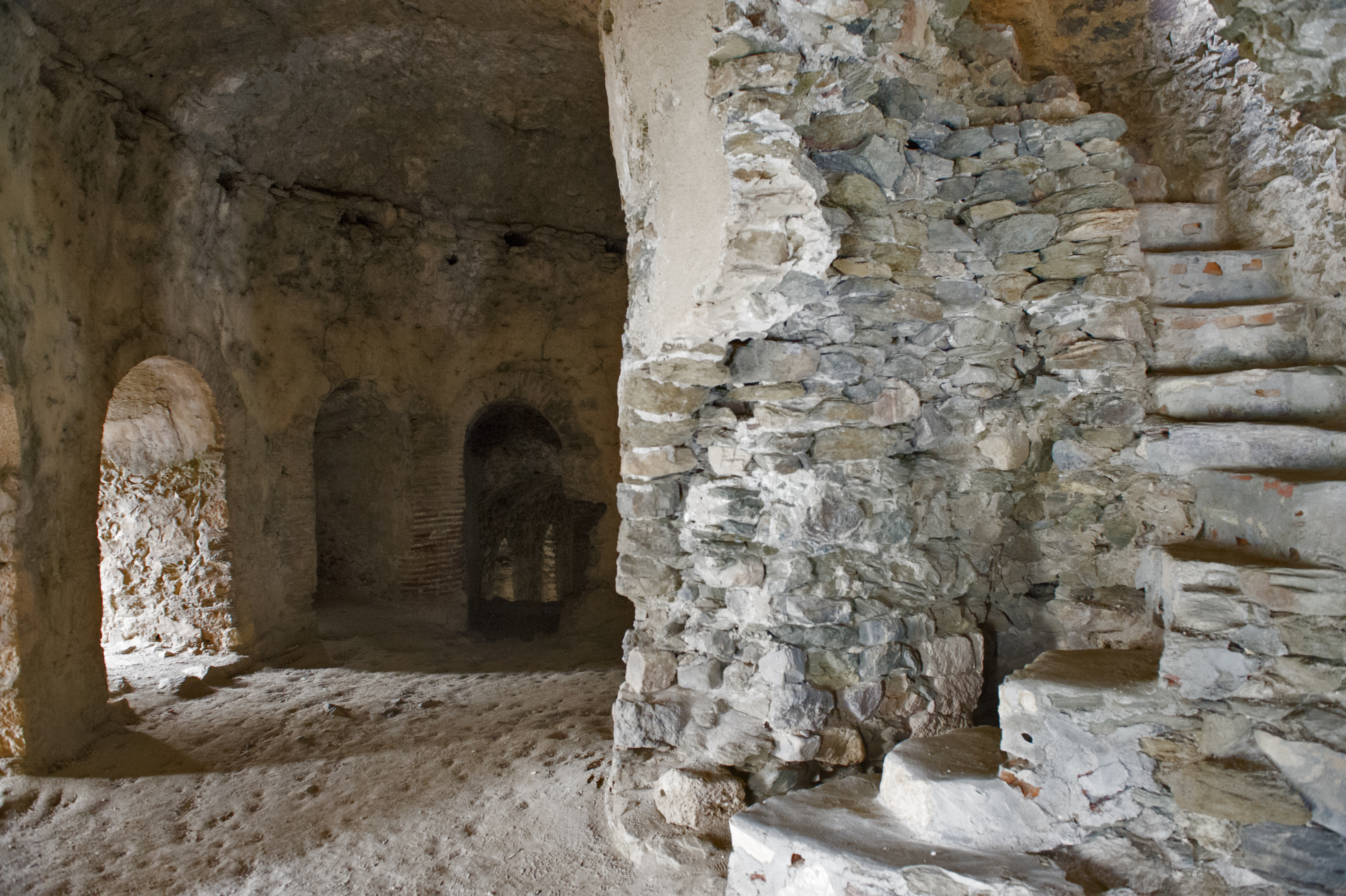
Tour principale du château d'Anamur
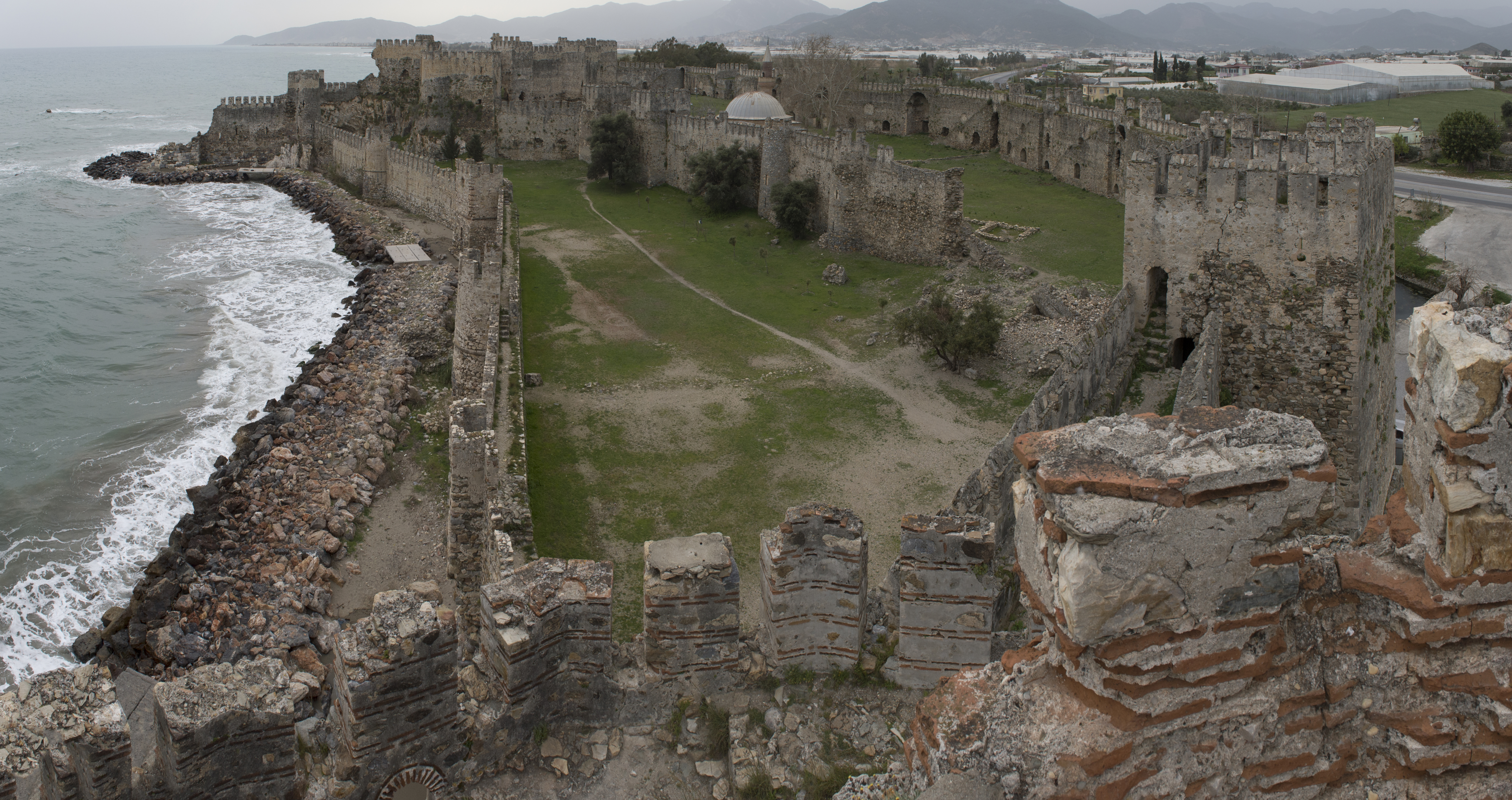
Tour principale du château d'Anamur
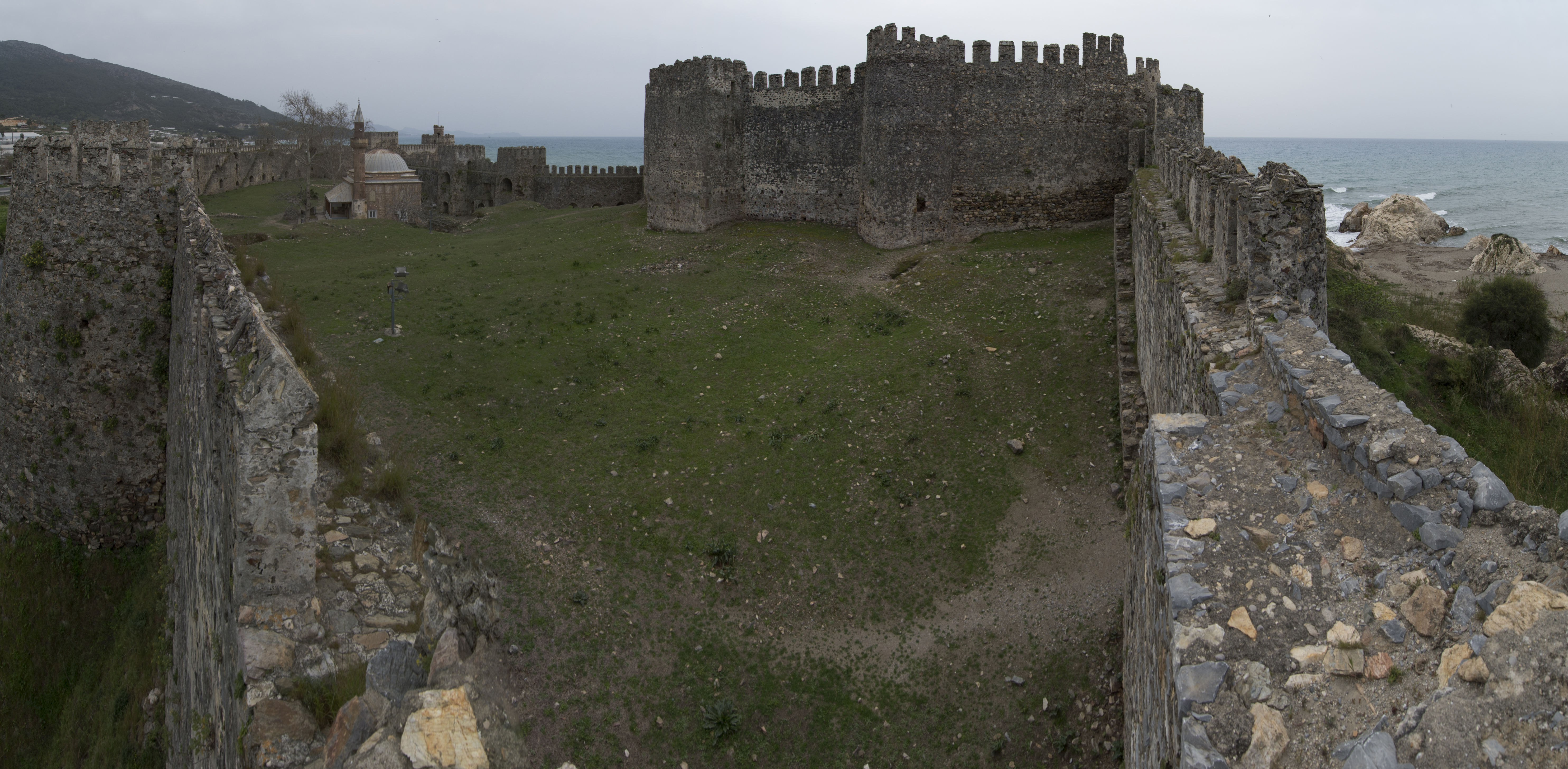
Château extérieur
Château d'Anamur, côté nord
Château d'Anamur, côté mer
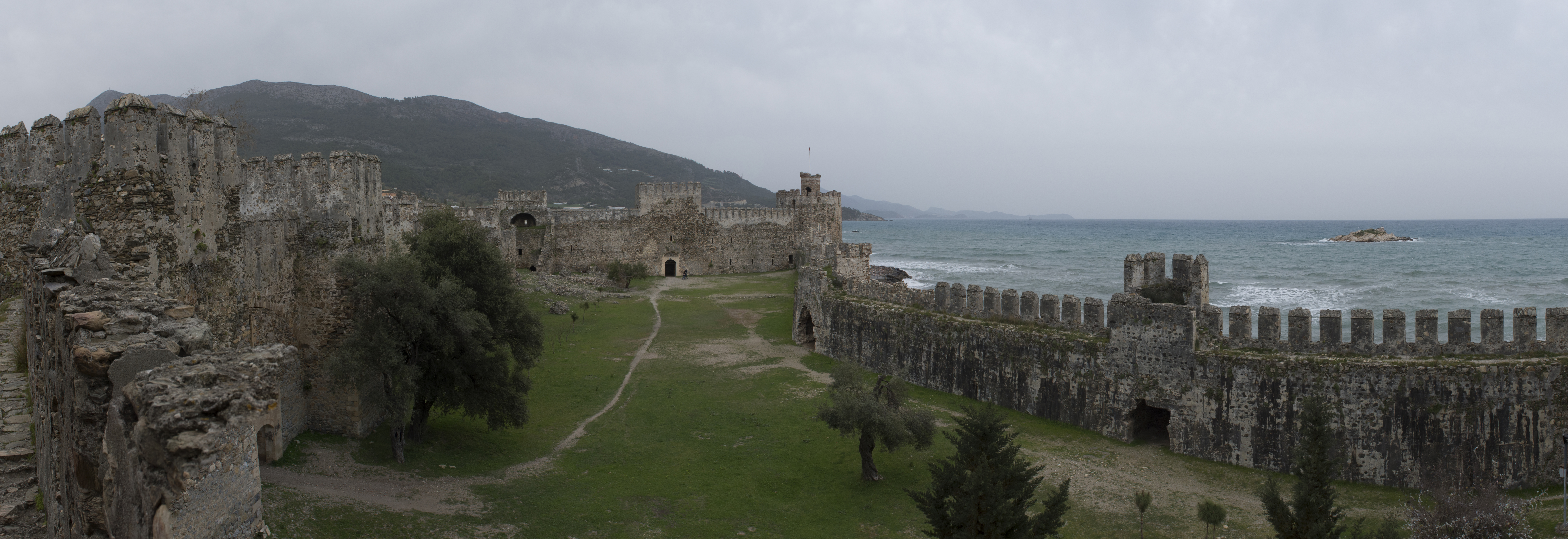
Cour intérieure